# 福井県運転者教育センター

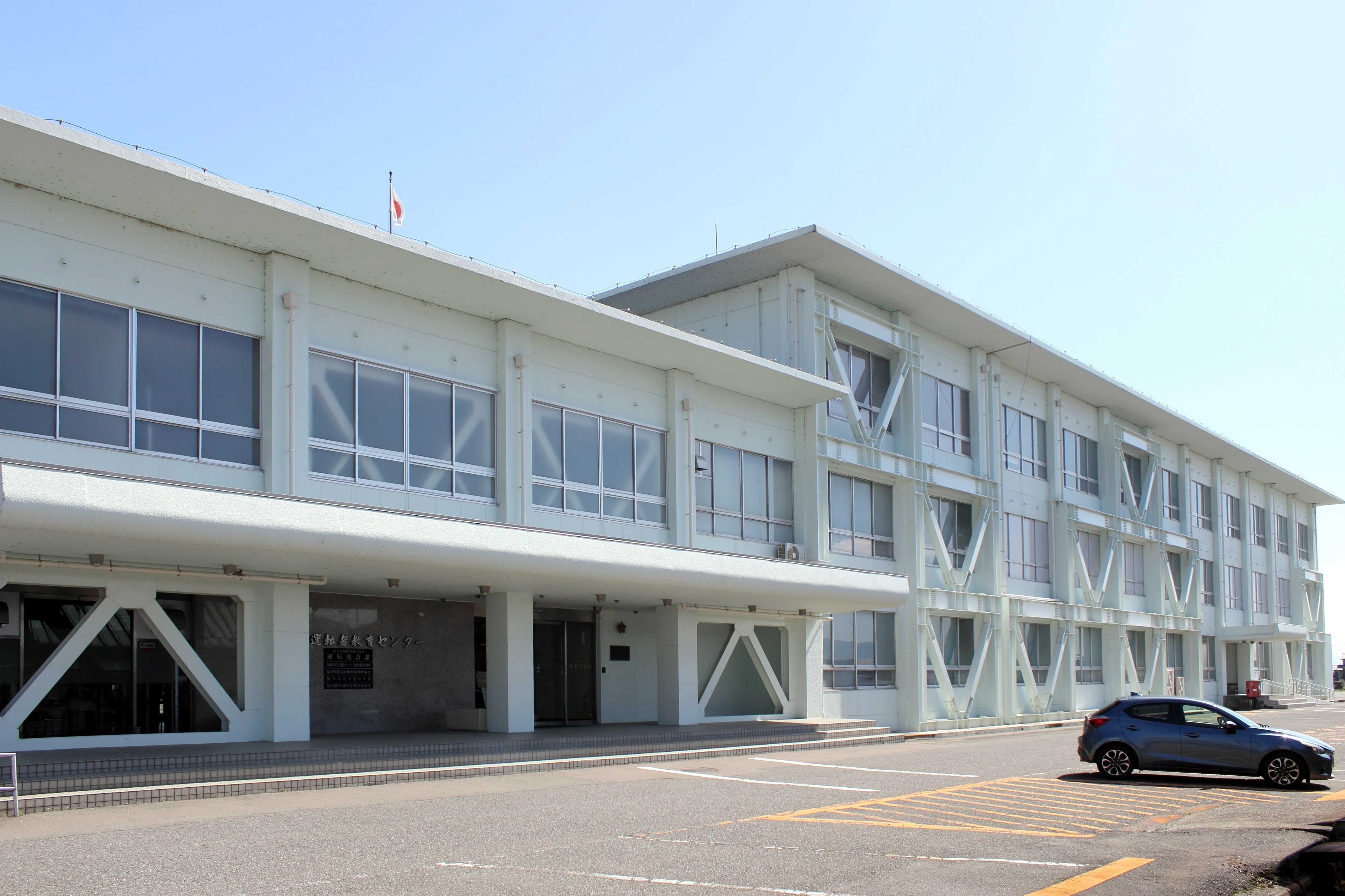
福井県運転者教育センター

福井県運転者教育センター（ふくいけんうんてんしゃきょういくセンター）は、福井県坂井市春江町にある福井県警察が管理する運転免許試験場である。正式名称は福井県運転免許試験場。福井県公安委員会の管轄下にあり、福井県警察本部交通部運転免許課が管理・運営業務を行う。通称は春江。

## 概要
運転免許の更新や再交付の手続き、試験（学科・技能・適性）、国際運転免許証の申請手続き等の業務を行っている。免許更新時の講習等を担当する福井県安全運転学校も当センターの敷地内に入っている。

## 所在地
- 〒919-0476 福井県坂井市春江町針原58-10

## 交通アクセス
- えちぜん鉄道三国芦原線 太郎丸エンゼルランド駅より約750 m。
  - えちぜん鉄道の車内放送では「運転者教育センター」と案内される。
  - 南隣の鷲塚針原駅からも約900 mであり、同駅止まりとなる福井鉄道福武線から直通の列車を利用の場合、次の三国方面の列車を待つよりも徒歩のほうが早く着く。
- 京福バス - 北陸新幹線・ハピラインふくい線 福井駅（西口）より直通、あるいは近隣へ向かう以下の路線あり。途中福井鉄道福武線と並走し、福井城址大名町駅西面北寄りの「大名町」、田原町駅前広場東側の「田原町」からも利用可能。
  - 28系統（運転者教育センター線）「運転者教育センター前」下車すぐ。 - 平日8時台・12時台・16時台の3本のみ。
  - 25系統（エンゼルランド線）「春江病院」下車、約850 m。 - 9 - 18時台の28系統の運行がない時間帯に毎時1本。
- ハピラインふくい線 春江駅よりタクシー 約2.4km、約6分。
- E8 北陸自動車道 丸岡IC（ETC専用）より約15分、福井北IC（ETC専用）より約25分。
- E67 中部縦貫自動車道 松岡ICより約25分。なお中部縦貫自動車道の各ICからは、免許更新等事務取扱い曜日や試験対象免種が少なくなるものの条件が合えば、福井県奥越運転者教育センター（大野市）へ向かうほうが大野ICから約2分と利便性が高い。